# Pasiphae (satelit)
Pasiphae /pa.si'fa.e/, scris anterior Pasiphaë,  este un satelit retrograd neregulat al lui Jupiter . A fost descoperit în 1908 de Philibert Jacques Melotte   și ulterior numit după mitologica Pasiphaë, soția lui Minos și mama Minotaurului din legenda greacă .
Satlitul a fost observată pentru prima dată pe o placă făcută la Observatorul Regal Greenwich în noaptea de 28 februarie 1908. Inspecția plăcilor anterioare l-au găsit încă din 27 ianuarie. A primit denumirea provizorie 1908 CJ, deoarece nu era clar dacă era un asteroid sau un satelit al lui Jupiter. Recunoașterea celui din urmă caz a venit până în 10 aprilie. 
Pasiphae nu și-a primit numele actual decât în 1975;  înainte de atunci, era pur și simplu cunoscut sub numele de Jupiter VIII . A fost numit uneori „Poseidon”  între 1955 și 1975.

## Orbită

Sateliții neregulați retrograzi ai lui Jupiter.

Pasiphae îl orbitează pe Jupiter pe o orbită retrogradă cu excentricitate mare și înclinație mare. Dă numele grupului Pasiphae, sateliți retrograzi neregulați care orbitează în jurul lui Jupiter la distanțe cuprinse între 22,8 și 24,1 milioane km și cu înclinații cuprinse între 144,5° și 158,3°.  Elementele orbitale sunt din ianuarie 2000.  Ele se schimbă continuu din cauza perturbațiilor solare și planetare. Diagrama ilustrează orbita sa în relație cu alți sateliți neregulați retrograzi ai lui Jupiter. Excentricitatea orbitelor selectate este reprezentată de segmentele galbene (se extind de la pericentru la apocentru ). Cel mai îndepărtat satelit obișnuit Callisto este localizat pentru referință.
Se știe, de asemenea, că Pasiphae se află într-o rezonanță seculară cu Jupiter (legând longitudinea perijovei sale cu longitudinea periheliului lui Jupiter). 

## Caracteristici fizice

Pasiphae observat de nava spațială Wide-field Infrared Survey Explorer (WISE) în 2014

Cu diametrul estimat la 60 km, Pasiphae este cel mai mare satelit retrograd și al treilea satelit neregulat ca mărime după Himalia și Elara.
Măsurătorile spectroscopice în infraroșu indică faptul că Pasiphae este un obiect lipsit de caracteristici spectrale, în concordanță cu originea asteroidiană suspectată a obiectului. Se crede că Pasiphae este un fragment dintr-un asteroid capturat împreună cu alți sateliți din grupul Pasiphae.
În spectrul vizual satelitul apare gri ( indici de culoare BV=0,74, RV=0,38) similar cu asteroizii de tip C. 